# Nati nel 1933/Febbraio
| Questa pagina contiene informazioni ricavate automaticamente dalle voci biografiche con l'ausilio del template Bio e di un bot. L'aggiornamento è periodico e automatico e ricostruisce completamente la pagina. Se manca una persona in questa lista, sei pregato di non aggiungerla, ma accertati piuttosto che la sua voce biografica contenga il template Bio e che i dati anagrafici siano correttamente compilati. Se il template Bio manca, inseriscilo tu stesso o, in alternativa, metti l'avviso {{tmp\|Bio}} che ne segnala la mancanza. Se i dati riportati sono sbagliati, correggi direttamente la voce biografica; le modifiche saranno visibili in questa lista entro pochi giorni. Per chiarimenti vedi il progetto biografie. La lista contiene solo le 158 persone che sono citate nell'enciclopedia e per le quali è stato implementato correttamente il template Bio. Pagina aggiornata al 26 lug 2025. |

- 1º febbraio - Wendell Anderson, politico e hockeista su ghiaccio statunitense († 2016)
- 1º febbraio - Giuseppe Cavadini, ex calciatore italiano
- 1º febbraio - Federico Farkas, giornalista e sindacalista italiano († 2003)
- 1º febbraio - José Paredes, calciatore spagnolo († 1992)
- 1º febbraio - Reynolds Price, scrittore e poeta statunitense († 2011)
- 1º febbraio - Peter Sillett, calciatore inglese († 1998)
- 1º febbraio - Svetlana Velmar-Janković, scrittrice e giornalista serba († 2014)
- 1º febbraio - Sadao Watanabe, sassofonista giapponese
- 1º febbraio - Carlo Zorzoli, ciclista su strada italiano († 2017)
- 2 febbraio - M'el Dowd, attrice e cantante statunitense († 2012)
- 2 febbraio - Bruno Garzena, calciatore italiano († 2024)
- 2 febbraio - Marlyse Haessig, ex cestista francese
- 2 febbraio - Tony Jay, attore e doppiatore britannico († 2006)
- 2 febbraio - Orlando Cachaíto López, contrabbassista cubano († 2009)
- 2 febbraio - Silvio Maestranzi, regista e sceneggiatore italiano
- 2 febbraio - Emilio Ravel, giornalista, autore televisivo e scrittore italiano († 2018)
- 2 febbraio - Raúl Carlos Sanguineti, scacchista argentino († 2000)
- 2 febbraio - Daphne Seeney, tennista australiana († 2020)
- 2 febbraio - Than Shwe, generale e politico birmano
- 3 febbraio - George Gipe, sceneggiatore e scrittore statunitense († 1986)
- 3 febbraio - Hanna Loth, ex cestista polacca
- 3 febbraio - Paul Sarbanes, politico e avvocato statunitense († 2020)
- 4 febbraio - Carlo Flamigni, medico e scrittore italiano († 2020)
- 4 febbraio - Massimo Gorla, politico italiano († 2004)
- 4 febbraio - Toshi Ichiyanagi, compositore e pianista giapponese († 2022)
- 4 febbraio - Jimmy Murray, calciatore scozzese († 2015)
- 5 febbraio - Jörn Donner, scrittore e politico finlandese († 2020)
- 5 febbraio - Joaquín Hernández, cestista e allenatore di pallacanestro spagnolo († 1965)
- 5 febbraio - Bryan Stanley Johnson, scrittore, poeta e critico letterario inglese († 1973)
- 5 febbraio - Anatolij Lutikov, scacchista sovietico († 1989)
- 5 febbraio - Miloš Milutinović, calciatore e allenatore di calcio jugoslavo († 2003)
- 5 febbraio - Rinaldo Smordoni, attore italiano († 2024)
- 5 febbraio - Erio Testi, imprenditore e progettista italiano († 2008)
- 5 febbraio - Francesco Villa, pilota motociclistico e imprenditore italiano († 2020)
- 5 febbraio - Miguel d'Escoto Brockmann, presbitero, politico e diplomatico nicaraguense († 2017)
- 6 febbraio - Horacio Ferrer, poeta, paroliere e drammaturgo uruguaiano († 2014)
- 6 febbraio - Ira Murchison, velocista statunitense († 1994)
- 6 febbraio - Nils Nilsson, informatico statunitense († 2019)
- 6 febbraio - Ismet Rizvić, pittore bosniaco († 1992)
- 6 febbraio - Michel Vovelle, storico e saggista francese († 2018)
- 7 febbraio - Stuart Burrows, tenore britannico († 2025)
- 7 febbraio - Sergio Cigada, francesista e editore italiano († 2010)
- 7 febbraio - Aldo Ciorba, tecnico del suono italiano († 2011)
- 7 febbraio - Romain Zaleski, imprenditore francese
- 8 febbraio - Elly Ameling, soprano olandese
- 8 febbraio - Don Burgess, ex pistard britannico
- 8 febbraio - Giuseppe Arpád d'Asburgo-Lorena, nobile († 2017)
- 8 febbraio - Hiroki Kōsai, astronomo giapponese
- 8 febbraio - Uno Palu, atleta estone († 2024)
- 8 febbraio - Josef Taus, politico austriaco († 2024)
- 8 febbraio - Renzo Torelli, arbitro di calcio italiano († 1996)
- 9 febbraio - Loris Azzaro, stilista italiano († 2003)
- 9 febbraio - Aleksandr Samuilovič Šejn, regista sovietico († 2015)
- 10 febbraio - Peppino Bocchio, calciatore italiano († 2005)
- 10 febbraio - Olga Bártová, ex cestista cecoslovacca
- 10 febbraio - Piet van der Kuil, ex calciatore olandese
- 10 febbraio - Humberto Maschio, calciatore e allenatore di calcio argentino († 2024)
- 10 febbraio - Onofrio Petrara, politico e ingegnere italiano († 2014)
- 10 febbraio - Victor Rebengiuc, attore e regista rumeno
- 10 febbraio - Richard Schickel, critico cinematografico, saggista e giornalista statunitense († 2017)
- 11 febbraio - Roger Closset, schermidore francese († 2020)
- 11 febbraio - Sigfrido Leschiutta, ingegnere elettrotecnico italiano († 2011)
- 11 febbraio - Ludovica Ripa di Meana, scrittrice, drammaturga e poetessa italiana
- 11 febbraio - Ramiro Rodrigues Valente, calciatore brasiliano († 2025)
- 11 febbraio - Massimo Raffaello Scala, militare italiano († 1961)
- 12 febbraio - Ivan Anikeev, cosmonauta sovietico († 1992)
- 12 febbraio - Ferruccio Bimbi, calciatore italiano († 2014)
- 12 febbraio - Samruay Chaiyong, calciatore thailandese († 2019)
- 12 febbraio - Paolo Clarotti, giurista italiano († 2023)
- 12 febbraio - Costa-Gavras, regista, sceneggiatore e produttore cinematografico greco
- 12 febbraio - Lukas Hottinger, paleontologo, geologo e biologo svizzero († 2011)
- 12 febbraio - Brian Pilkington, calciatore inglese († 2020)
- 12 febbraio - Bernard Rahis, calciatore francese († 2008)
- 13 febbraio - Roberto Amadei, vescovo cattolico italiano († 2009)
- 13 febbraio - Paul Biya, politico camerunese
- 13 febbraio - Mario Caiano, regista e sceneggiatore italiano († 2015)
- 13 febbraio - Mirto Davoine, calciatore uruguaiano († 1999)
- 13 febbraio - Patrick Godfrey, attore britannico
- 13 febbraio - Kim Novak, attrice statunitense
- 13 febbraio - Gianni Torrione, giornalista, scrittore e politico italiano
- 13 febbraio - Emanuel Ungaro, stilista francese († 2019)
- 14 febbraio - Madhubala, attrice indiana († 1969)
- 14 febbraio - Jesse Mashburn, ex velocista statunitense
- 14 febbraio - Bertram Turetzky, contrabbassista, compositore e insegnante statunitense
- 15 febbraio - Kelvin Edward Felix, cardinale e arcivescovo cattolico dominicense († 2024)
- 15 febbraio - Viktor Pikaisen, violinista e insegnante russo († 2023)
- 15 febbraio - Semën Ržiščin, siepista sovietico († 1986)
- 15 febbraio - Franz Swoboda, calciatore austriaco († 2017)
- 16 febbraio - Nancy Ekholm Burkert, illustratrice statunitense
- 16 febbraio - Ljubomir Panov, cestista bulgaro († 2022)
- 16 febbraio - Isaías Pimentel, tennista venezuelano († 2017)
- 16 febbraio - Xia Meng, attrice e produttrice cinematografica hongkonghese († 2016)
- 16 febbraio - Yoshishige Yoshida, regista e sceneggiatore giapponese († 2022)
- 17 febbraio - Johnny Hannigan, calciatore scozzese († 2020)
- 17 febbraio - León Lasa, calciatore e allenatore di calcio spagnolo († 2003)
- 17 febbraio - Craig Thomas, politico statunitense († 2007)
- 18 febbraio - Venelin Alaikov, compositore di scacchi bulgaro († 2007)
- 18 febbraio - Vincenzo Consolo, scrittore, giornalista e saggista italiano († 2012)
- 18 febbraio - Tullio Grimaldi, politico e magistrato italiano
- 18 febbraio - Nimmi, attrice indiana († 2020)
- 18 febbraio - Yōko Ono, artista e musicista giapponese
- 18 febbraio - Bobby Robson, calciatore e allenatore di calcio inglese († 2009)
- 18 febbraio - Mary Ure, attrice scozzese († 1975)
- 19 febbraio - Helmar Frank, matematico e esperantista tedesco († 2013)
- 19 febbraio - Valmy Féaux, politico belga
- 19 febbraio - Davide Peiretti, pittore e liutaio italiano († 2008)
- 19 febbraio - Jacques Saurel, superstite dell'Olocausto e scrittore francese († 2023)
- 20 febbraio - Mehmet Dinçer, ex calciatore turco
- 20 febbraio - Zygmunt Kamiński, arcivescovo cattolico polacco († 2010)
- 20 febbraio - Mr. Sebastian, piercer e imprenditore britannico († 1996)
- 20 febbraio - Jerzy Szotmiller, vescovo vetero-cattolico polacco († 2011)
- 21 febbraio - Imre Nagy, pentatleta ungherese († 2013)
- 21 febbraio - Bob Rafelson, regista, produttore cinematografico e sceneggiatore statunitense († 2022)
- 21 febbraio - Nina Simone, cantante e pianista statunitense († 2003)
- 22 febbraio - Nina Arciševskaja, cestista sovietica († 2019)
- 22 febbraio - Emilio Bizzi, neuroscienziato statunitense
- 22 febbraio - Dave Brown, allenatore di pallacanestro statunitense († 2009)
- 22 febbraio - Roger Gicquel, giornalista e conduttore televisivo francese († 2010)
- 22 febbraio - Sheila Hancock, attrice britannica
- 22 febbraio - Keith Johnstone, regista teatrale e drammaturgo britannico († 2023)
- 22 febbraio - Katharine Worsley, duchessa britannica
- 22 febbraio - Marcello Mandò, attore e doppiatore italiano († 2002)
- 22 febbraio - Ivy Nicholson, supermodella e attrice statunitense († 2021)
- 22 febbraio - Nicholas Pileggi, scrittore e sceneggiatore statunitense
- 22 febbraio - Giuseppe Rossicone, scultore e ceramista italiano († 2023)
- 22 febbraio - Bobby Smith, calciatore inglese († 2010)
- 23 febbraio - Lee Calhoun, ostacolista statunitense († 1989)
- 23 febbraio - Rino Carlini, calciatore italiano († 2017)
- 23 febbraio - Oskar Roth, cestista, pallamanista e allenatore di pallamano tedesco († 2019)
- 24 febbraio - Giorgio Antonucci, medico e psicoterapeuta italiano († 2017)
- 24 febbraio - Francesco Bartoli, critico d'arte italiano († 1997)
- 24 febbraio - Emidio Ferlatti, calciatore italiano († 2020)
- 24 febbraio - Judah Folkman, oncologo statunitense († 2008)
- 24 febbraio - David "Fathead" Newman, sassofonista statunitense († 2009)
- 24 febbraio - Aldo Scaramucci, calciatore italiano († 2014)
- 24 febbraio - Léon Van Daele, ciclista su strada e pistard belga († 2000)
- 24 febbraio - Jean Sommeng Vorachak, vescovo cattolico laotiano († 2009)
- 25 febbraio - Marino Bollini, politico sammarinese († 2020)
- 25 febbraio - Bengt Lindskog, calciatore svedese († 2008)
- 25 febbraio - Carlo Papini, editore italiano († 2020)
- 25 febbraio - Stelio Posar, cestista e allenatore di pallacanestro italiano († 2017)
- 26 febbraio - Irina Begljakova, discobola sovietica († 2018)
- 26 febbraio - Godfrey Cambridge, attore statunitense († 1976)
- 26 febbraio - Ljubomyr Huzar, cardinale ucraino († 2017)
- 26 febbraio - Ken Townsend, tecnico del suono britannico
- 27 febbraio - Stan Anderson, calciatore e allenatore di calcio inglese († 2018)
- 27 febbraio - Eric Bercovici, sceneggiatore e produttore cinematografico statunitense († 2014)
- 27 febbraio - Raymond Berry, ex giocatore di football americano e allenatore di football americano statunitense
- 27 febbraio - Livio Vacchini, architetto svizzero († 2007)
- 27 febbraio - Malcolm Wallop, politico statunitense († 2011)
- 28 febbraio - Oliviero Conti, calciatore italiano († 1973)
- 28 febbraio - Anna Maria Franchini, cestista italiana († 2016)
- 28 febbraio - Sidney J. Furie, regista, sceneggiatore e produttore cinematografico canadese
- 28 febbraio - Robert Grondelaers, ciclista su strada belga († 1989)
- 28 febbraio - Rein Taagepera, politologo e politico estone
- 28 febbraio - Charles Vinci, sollevatore statunitense († 2018)
- 28 febbraio - Aloysius Ferdinandus Zichem, vescovo cattolico surinamese († 2013)
- 28 febbraio - Juchym Zvjahil's'kyj, politico ucraino († 2021)